# Grabowiec (gmina)
Pour les articles homonymes, voir Grabowiec.
Grabowiec est une gmina rurale (gmina wiejska) du powiat de Zamość, dans la Voïvodie de Lublin, dans l'est de la Pologne.
Son siège administratif (chef-lieu) est le village de Grabowiec, qui se situe environ 24 kilomètres (km) au nord-est de Zamość (siège du powiat) et 84 kilomètres au sud-est de la capitale régionale Lublin (capitale de la voïvodie).
La gmina couvre une superficie de 128,88 km2 pour une population de 4 593 habitants en 2006.

## Histoire
De 1975 à 1998, la gmina est attachée administrativement à l'ancienne voïvodie de Zamość.

Depuis 1999, elle fait partie de la nouvelle voïvodie de Lublin.

## Géographie
La gmina inclut les villages (sołectwa) de:

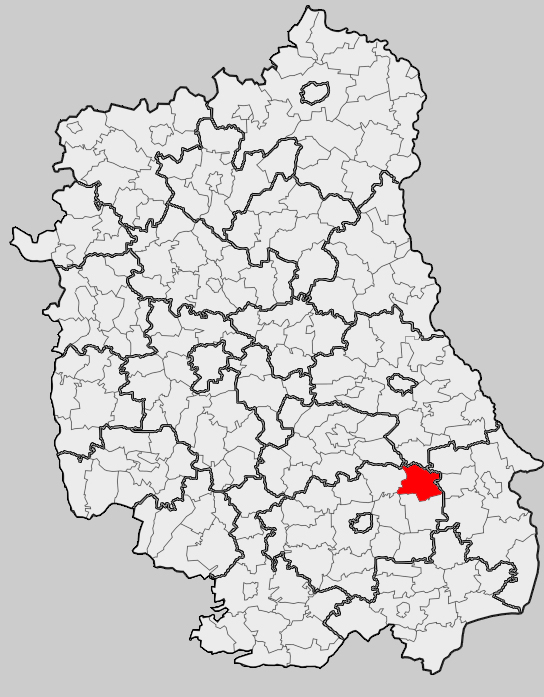
Position de la gmina dans la voïvodie

- Bereść
- Bronisławka
- Cieszyn
- Czechówka
- Dańczypol
- Grabowczyk
- Grabowiec
- Grabowiec-Góra
- Henrykówka
- Hołużne
- Majdan Tuczępski
- Ornatowice
- Ornatowice-Kolonia
- Rogów
- Siedlisko
- Skibice
- Skomorochy Duże
- Skomorochy Małe
- Szczelatyn
- Szystowice
- Tuczępy
- Wolica Uchańska
- Wólka Tuczępska
- Żurawlów

### Gminy voisines
La gmina de Grabowiec est voisine des gminy de
- Kraśniczyn
- Miączyn
- Sitno
- Skierbieszów
- Trzeszczany
- Uchanie
- Wojsławice

## Structure du terrain
D'après les données de 2002, la superficie de la commune de Grabowiec est de 128,88 kilomètres carrés, répartis comme telle :
- terres agricoles : 85%
- forêts : 10%

La commune représente 6,88% de la superficie du powiat.

## Démographie
Données du 30 juin 2004:
| Description        | Total  | Total | Femmes | Femmes | Hommes | Hommes |
| ------------------ | ------ | ----- | ------ | ------ | ------ | ------ |
| Unité              | Nombre | %     | Nombre | %      | Nombre | %      |
| Population         | 4 685  | 100   | 2 363  | 50,4   | 2 322  | 49,6   |
| Densité (hab./km²) | 36,4   | 36,4  | 18,3   | 18,3   | 18,1   | 18,1   |